# Whakaari/White Island
Pour les articles homonymes, voir White Island (Otago) et White.
Whakaari/White Island ou Whakaari / White Island est une petite île inhabitée et volcanique de Nouvelle-Zélande située dans l'océan Pacifique Sud, au nord de l'île du Nord.

## Géographie

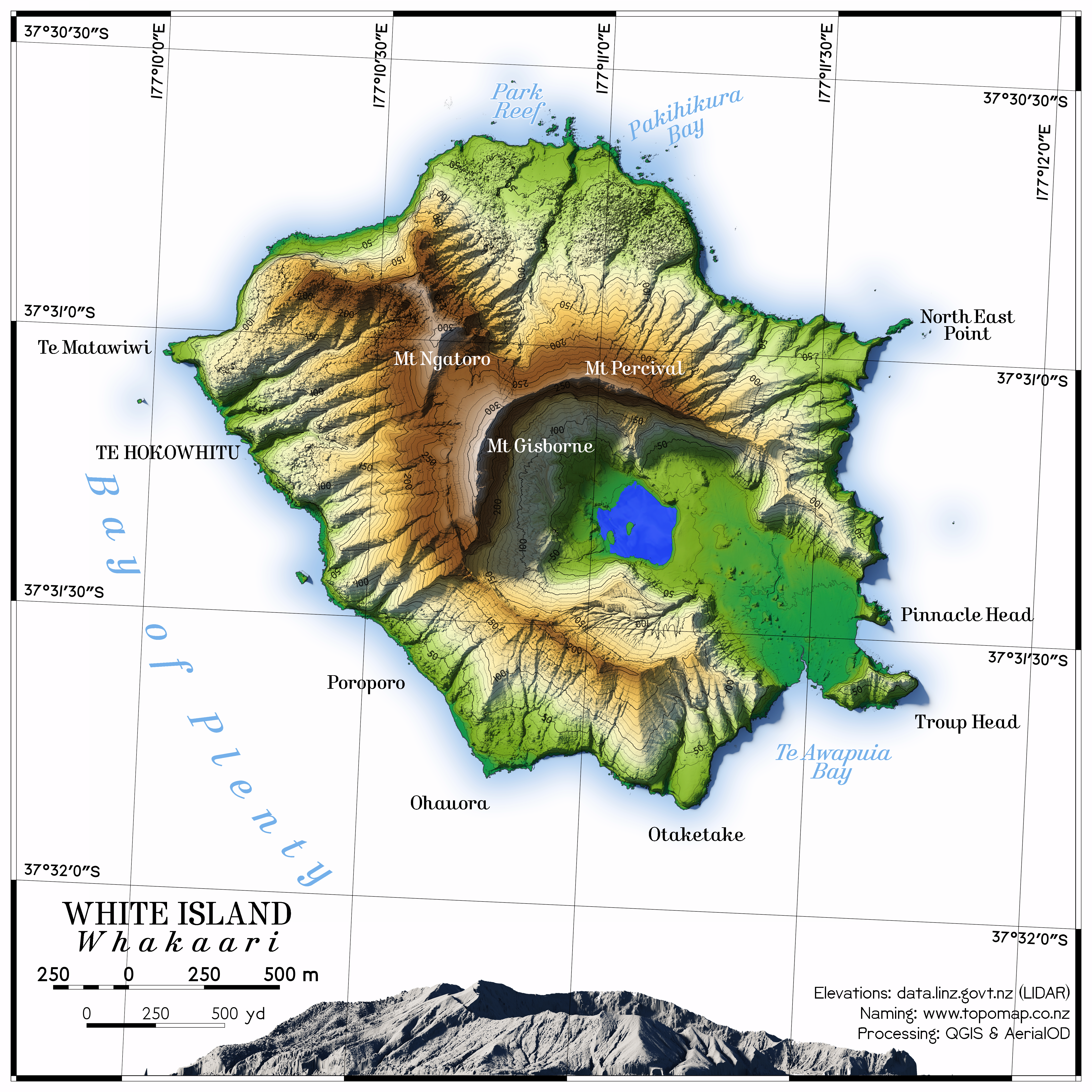
Carte topographique de Whakaari/White Island.

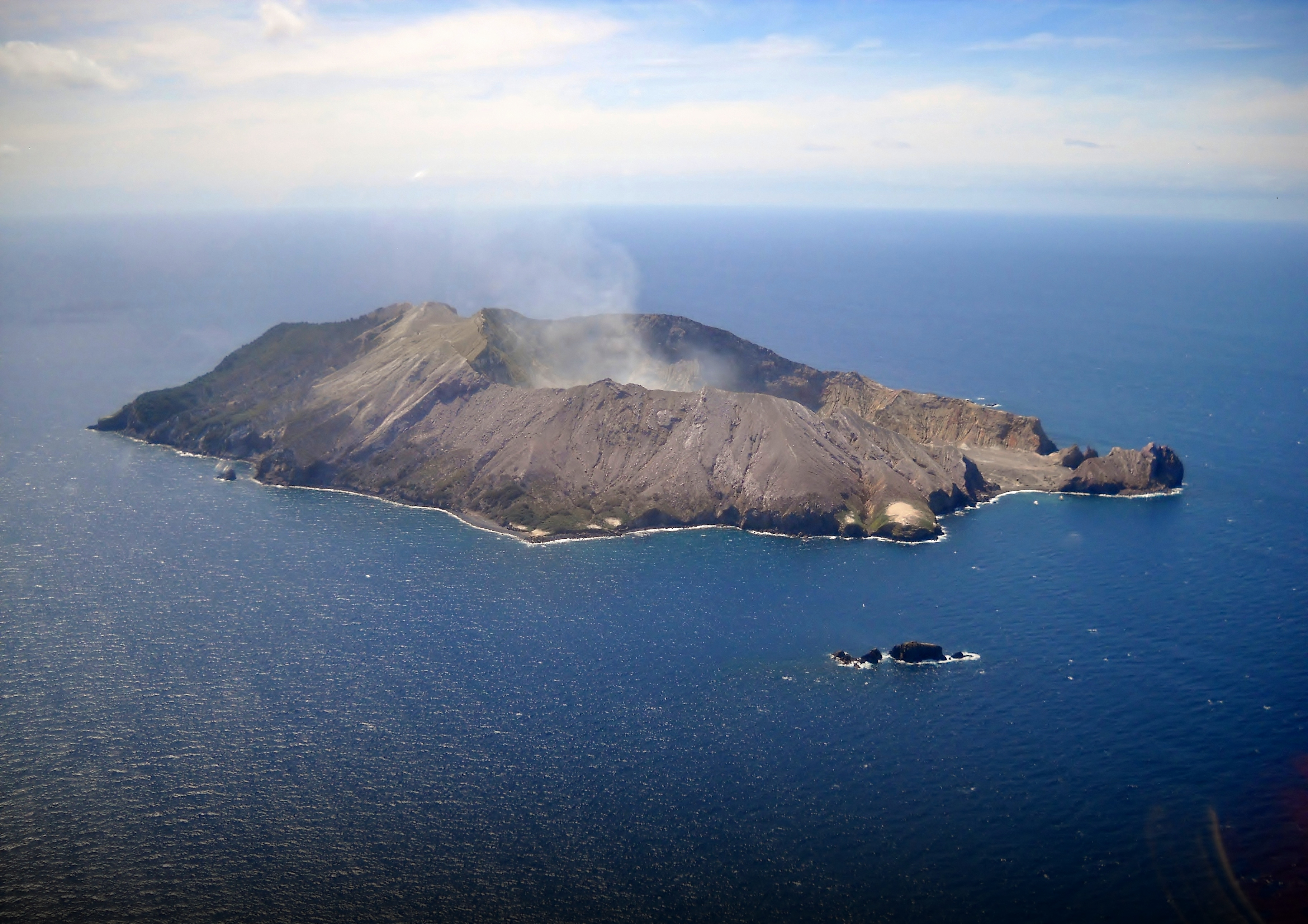
Whakaari/White Island en 2013.

Whakaari/White Island est une île néo-zélandaise située dans la baie de l'Abondance ouverte sur l'océan Pacifique Sud, à 48 kilomètres au nord-nord-est de Whakatane, sur la côte septentrionale de l'île du Nord,. L'île culminant à 321 mètres d'altitude constitue le sommet émergé d'un volcan sous-marin de 16 par 18 kilomètres d'étendue. D'une taille de 2 sur 2,4 kilomètres, l'île est constituée de deux volcans andésitiques imbriqués dont l'un est un cratère en forme de fer à cheval ouvert vers le sud-est.
La plupart des éruptions sont de type stromboliennes et produisent des explosions phréato-magmatiques qui entraînent un changement rapide de la topographie du fond du cratère.

## Histoire

### Origine du nom

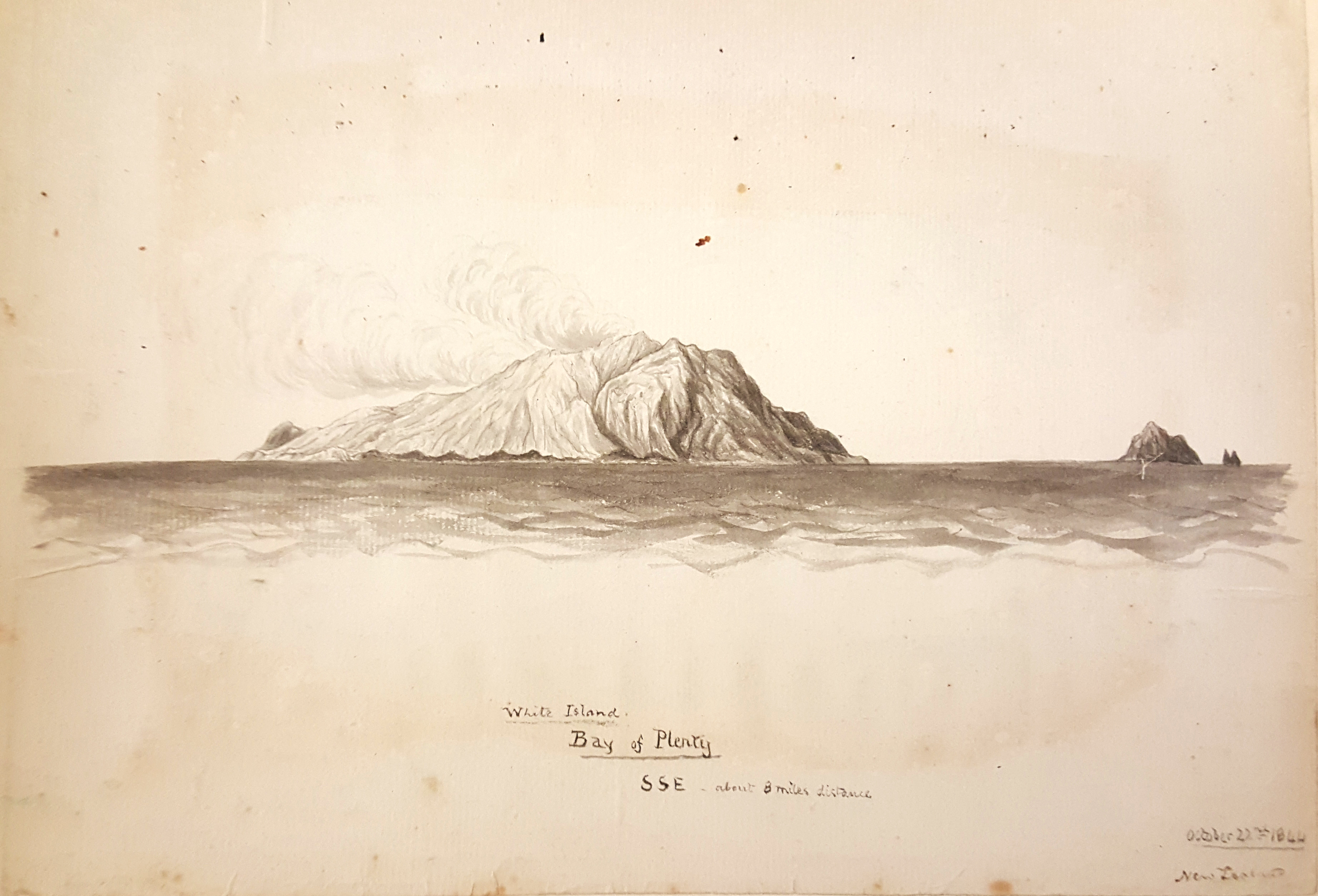
Whakaari/White Island, 22 octobre 1844, dessin de T.E. Donne.

Le nom maori Whakaari est enregistré dans de multiples textes européens du XIXe siècle, avec une mention datant de 1849[réf. souhaitée], bien que l'orthographe ait varié : Wakaari, Whakari et Whaka ari.
Le nom Whakaari signifie « rendre visible » ou « exposé au regard ». Le nom complet de l'île en maori est Te Puia o Whakaari, qui signifie « le volcan dramatique ».
Le capitaine James Cook la nomme White Island, littéralement : « île blanche », le 1er octobre 1769. Ce nom viendrait des nuages denses de vapeur blanche qui en émanaient ou bien faisait-il allusion aux dépôts de guano qui recouvraient autrefois l'île. Bien que Cook ait navigué près de l'île, il n'aurait pas noté que c'était un volcan.
Le nom officiel a été changé de « White Island (Whakaari) » à « Whakaari / White Island » en 1997, en faisant l'un des nombreux toponymes bilingues du pays.

### Propriété privée
Phillip Tapsell, baleinier et commerçant danois établi en Nouvelle-Zélande, en est le propriétaire au milieu du XIXe siècle.

### Accident de 1914

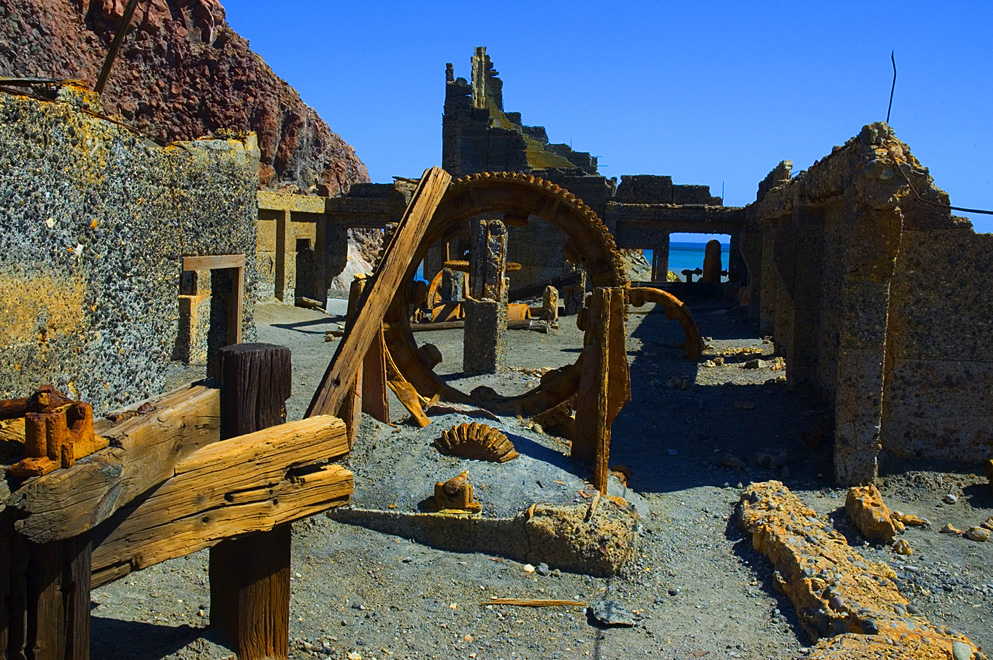
Ruines corrodées de la mine de soufre.

En 1914, une paroi du cratère s'effondre et détruit une mine de soufre en construction, tuant onze ouvriers, ce qui constitue l'une des trois plus grandes catastrophes volcaniques de la Nouvelle-Zélande quant aux pertes humaines,.

### Éruption de 2019

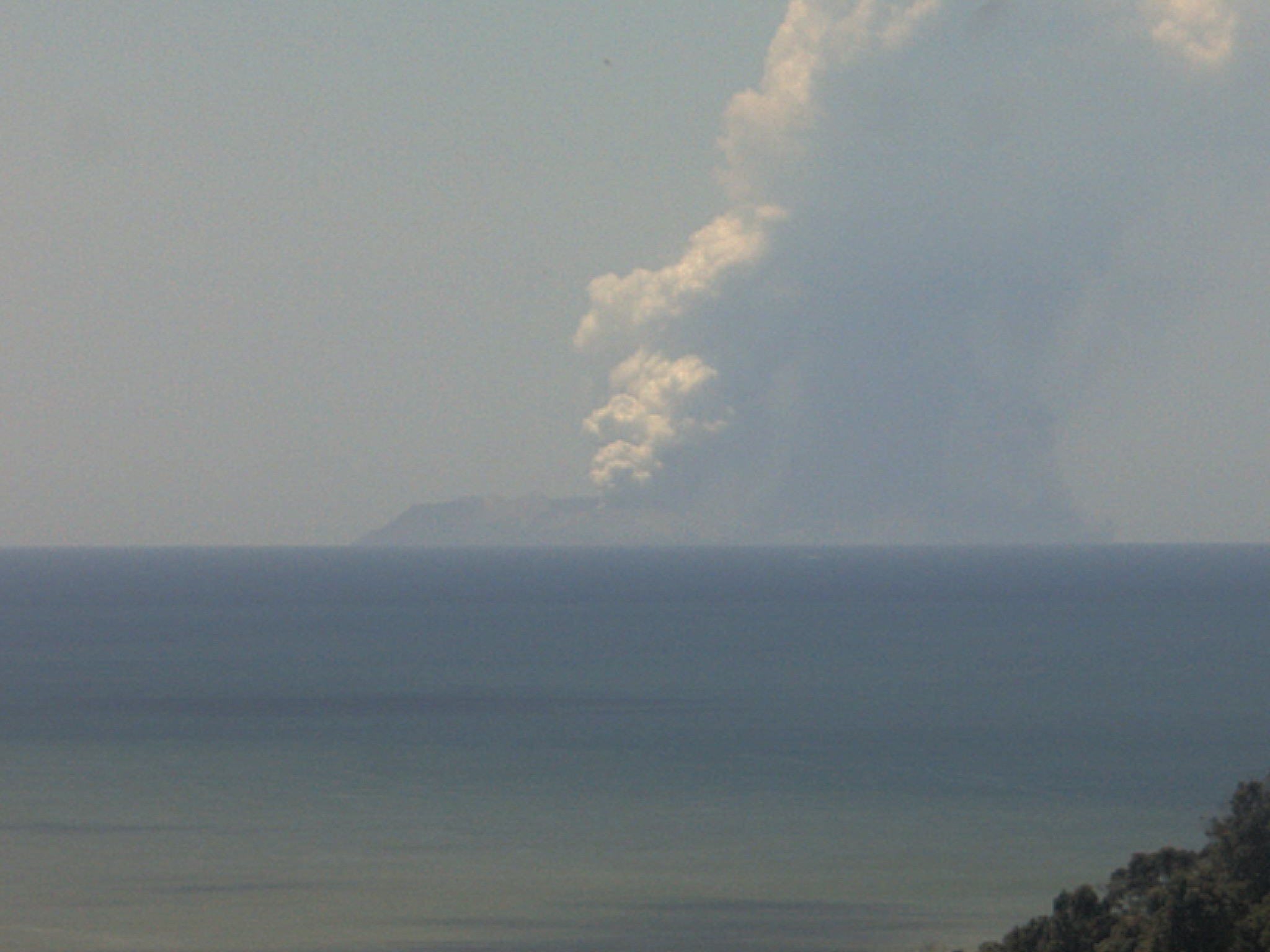
Vue de l'île le 9 décembre 2019 à, soit neuf minutes après le début de l'éruption.

Le 9 décembre 2019 à 14 h 11, une série de deux explosions volcaniques rapprochées surprend des groupes de touristes présents sur l'île — environ une cinquantaine de personnes, principalement australiennes — en croisière à bord de l'Ovation of the Seas,. Le bilan au 24 décembre est de dix-neuf morts et de vingt-quatre blessés graves, et il est révisé le 26 décembre à 22 morts, dont 8 à la suite de leurs blessures. La police néo-zélandaise ouvre une enquête pour déterminer les responsabilités dans l'accident.
Un film documentaire américain de 2022, Whakaari : Dans le piège du volcan, raconte l'éruption au travers de témoignages de survivants et de sauveteurs présents au moment des faits.

## Mythologie
Certains mythes maoris décrivent Whakaari comme faisant partie de l'ascension de Tongariro par Ngatoro-i-Rangi. Il fit appel à ses ancêtres pour se réchauffer, le feu fut allumé sur Whakaari et lui fut apporté. D'autres versions de cette histoire sont similaires mais ce sont ses sœurs ou les dieux qui lui envoient la chaleur de Whakaari.

## Accès

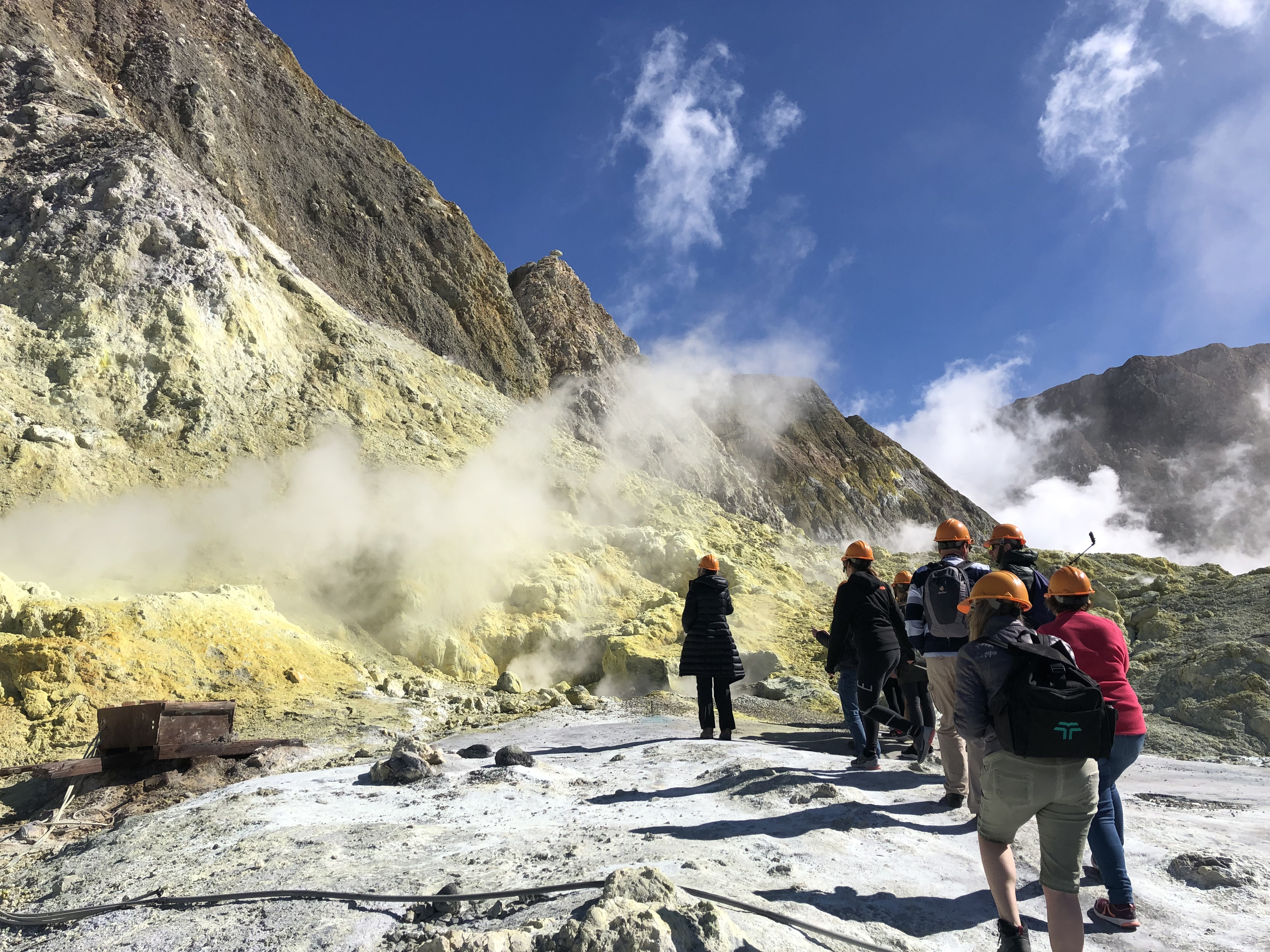
Touristes sur Whakaari/White Island en avril 2019.

Whakaari/White Island est une propriété privée. Elle est achetée par une famille d'Auckland en mai 1935. En 2019, l'île est la propriété de la société Whakaari Trustee, fondée en 2008 et dont les trois actionnaires sont trois frères : Andrew, James et Peter Buttle,. L'île connaissant de fréquentes éruptions, un conteneur de 2,4 tonnes est apporté par avion en 2016 pour servir d'abri. 
Elle est déclarée réserve touristique privée en 1953 et est assujettie aux dispositions de la Loi sur les réserves de 1977.
Depuis l'éruption meurtrière de 2019, elle n'est plus accessible aux visiteurs.